# Kodatgeri, Kushtagi
Kodatgeri là một làng thuộc tehsil Kushtagi, huyện Koppal, bang Karnataka, Ấn Độ.